# 張亞東 (游泳教練)
張亞東（1964年2月5日—），生于浙江省杭州市，中国知名游泳教练。前中國國家游泳隊總教練（2005年-2009年）。曾任浙江省体育局副局长、党组成员、教科卫体委员会副主任。
1981年至1985年间，在北京体育大学体育教育专业学习。1985年至2000年间，担任浙江游泳队教练。2000年至2002年，担任中国国家游泳队教练。2002年至2005年，担任国家游泳队副总教练。2005年起担任国家队教练。同年年底起，担任浙江体育职业技术学院院长助理。
曾任羅雪娟教練，當年羅雪娟被認為“沒有任何發展前途”。後來羅雪娟奪取多個獎牌，中國游泳界一致認為「沒有張亞東，就沒有羅雪娟」。2008年北京奧運會以為國家游泳隊總教練身份帶領國家隊取得了1金、3銀、2銅的佳績，圓滿完成了國家體育總局下達的任務。
2012年时，张亚东任浙江体育职业技术学院党委副书记。2015年7月，任职任浙江体育职业技术学院院长。2018年1月，浙江省人民政府任他为浙江省体育局副局长，免去其浙江体育职业技术学院院长职务。2023年12月，免去张亚东的浙江省体育局副局长职务。